# Ludwig Levy

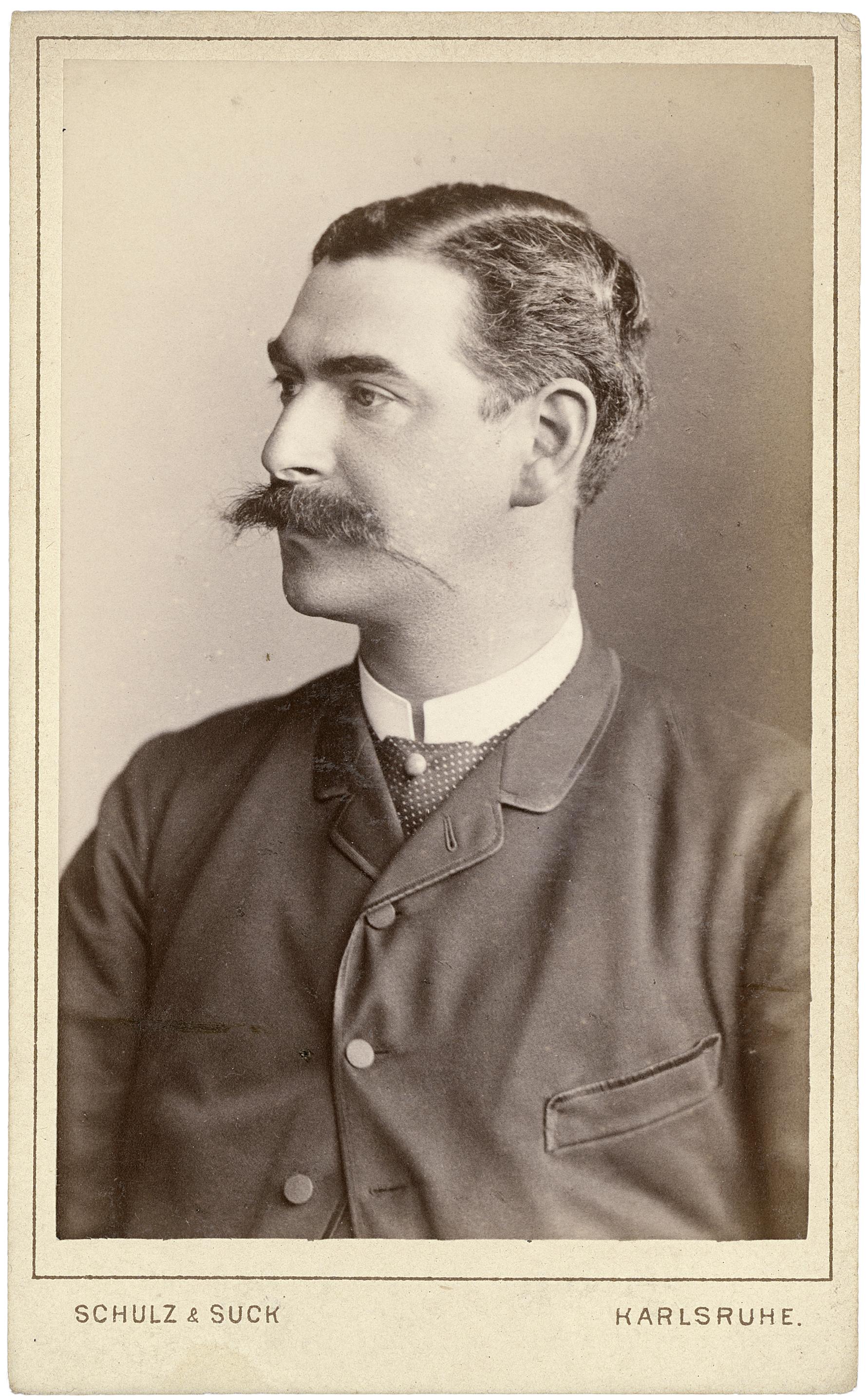
Ludwig Levy (1886)

Ludwig Levy (rechts) und sein Kollege Max Hummel (1855–1910)

Ludwig Levy (* 18. April 1854 in Landau in der Pfalz; † 30. November 1907 zwischen Emmendingen und Offenburg) war ein deutscher Architekt und Hochschullehrer.

## Leben
Ludwig Levy wurde als sechstes Kind des jüdischen Textilhändlers Jonas Levy und dessen Ehefrau Barbara, geborene Machhol, geboren. Die Eltern führten ein Bekleidungsgeschäft in der Kronstraße 7 in Landau.
Nach seiner Schulzeit in Landau studierte er ab 1870 am Polytechnikum Karlsruhe Mathematik und Ingenieurwesen. In den Ferien arbeitete er jeweils in verschiedenen Bausektionen der pfälzischen Eisenbahnen mit. Sein älterer Bruder Heinrich war hier als Ingenieur beschäftigt. Nach diesen ersten Erfahrungen änderte Ludwig Levy sein Studienfach und begann, Architektur zu studieren. Levy übernahm nach beendetem Studium ab 1876 verschiedene Stellen bei Architekten, unter anderem bei Rudolf Opfermann. in Mainz und Mylius & Bluntschli in Frankfurt. 1881 unternahm er eine Studienreise nach Italien. Im Frühjahr 1882 arbeitete er im Architekturbüro von Paul Wallot in Frankfurt und war dort beteiligt am Entwurf des Reichstagsgebäudes. Im August 1882 erhielt Ludwig Levy den Auftrag für den Bau der Synagoge in Kaiserslautern und eröffnete er dort sein eigenes Architekturbüro. 1886 wurde er als Lehrer an die Baugewerkschule Karlsruhe berufen (Antritt am 1. November 1886), wo er am 24. März 1888 zum Professor ernannt wurde. Er lehrte in den Bereichen Bauformen, Kostenberechnung und Bauordnung. Ab 1902 war er Bautechnischer Referent im Ministerium des Innern. In Anerkennung seiner Leistungen wurde er 1902 durch das Badische Innenministerium zum Baurat berufen.
Ludwig Levy war seit dem 8. Oktober 1890 mit Flora Levinger (* 7. August 1869 in Karlsruhe) verheiratet. Aus der Ehe gingen die Kinder Marie Babette (* 5. August 1891) und Erwin Walter, Bauingenieur, (* 18. Juni 1896 in Karlsruhe; † 18. Juli 1919 in Karlsruhe) hervor.
Levy starb an einem plötzlichen Herzversagen, erst 53-jährig, am 30. November 1907 auf der Rückfahrt von einer Dienstreise von Freiburg zurück nach Karlsruhe. Sein Grab auf dem  Hauptfriedhof Karlsruhe ist beseitigt worden, vielleicht noch vor 1945.
Seine Witwe Flora wurde am 22. August 1942 über Stuttgart nach Theresienstadt deportiert. Dort starb sie am 23. April 1943 im Alter von 74 Jahren. Ihre beiden Kinder waren zu diesem Zeitpunkt bereits verstorben, Enkelkinder gab es keine. Das beschlagnahmte Wohnhaus von Ludwig Levy in Karlsruhe wurde im Zweiten Weltkrieg zerstört, sein Nachlass blieb bis heute verschollen.

## Bauten
Levys Wirken konzentrierte sich vor allem auf Baden, die Pfalz, aber auch das Elsass, wo er vor allem Synagogen, Wohnhäuser, aber auch Vereinsheime plante.
Ludwig Levys Werk weist ihn als Stilpluralisten aus und damit als typischen Vertreter des Historismus. Er griff auf Formen des Orients, der Romanik, Gotik, der italienischen und deutschen Renaissance und des Barock zurück. Nur ganz vereinzelt ließ er bei Bauten nach 1900 auch florale Stilelemente des Jugendstils einfließen. Er trug damit dem Zeitgeschmack und den Vorstellungen seiner Auftraggeber Rechnung.

### Profanbauten
- 1899–1911: Ministerialgebäude der Verwaltung der Reichslande Elsaß-Lothringen am Kaiserplatz (heute: Sitz der Direction régionale des Impôts, Place de la République) in Straßburg
- 1902–1903: Großherzogliches Bezirksamt (heute: Polizeipräsidium) in Mannheim als Nachfolger von Oberbaurat Adolf Hanser
- Heil- und Pflegeanstalt in Wiesloch, heute Psychiatrisches Zentrum Nordbaden
- 1904–1907: Laborgebäude der Landwirtschaftlichen Versuchsanstalt Augustenberg in Karlsruhe (heute zum Landwirtschaftlichen Technologiezentrum [LTZ] Augustenberg gehörig)

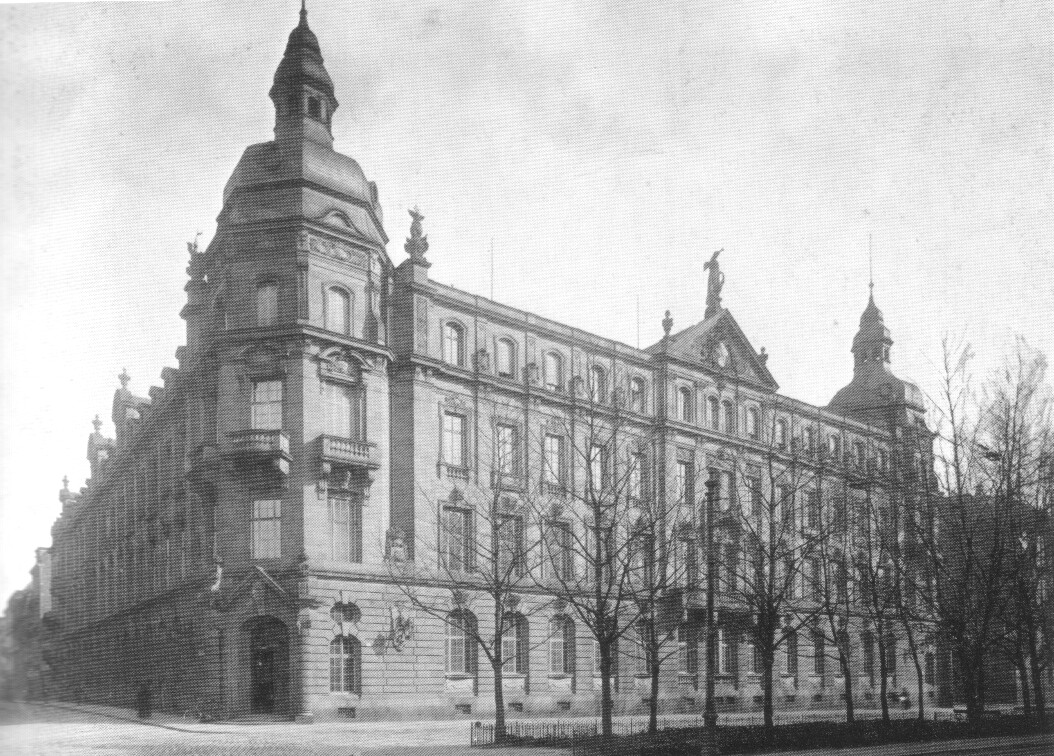
Großherzogliches Bezirksamt in Mannheim um 1905, heute Polizeipräsidium
Luftaufnahme der Heil- und Pflegeanstalt Wiesloch, heute Psychiatrisches Zentrum Nordbaden
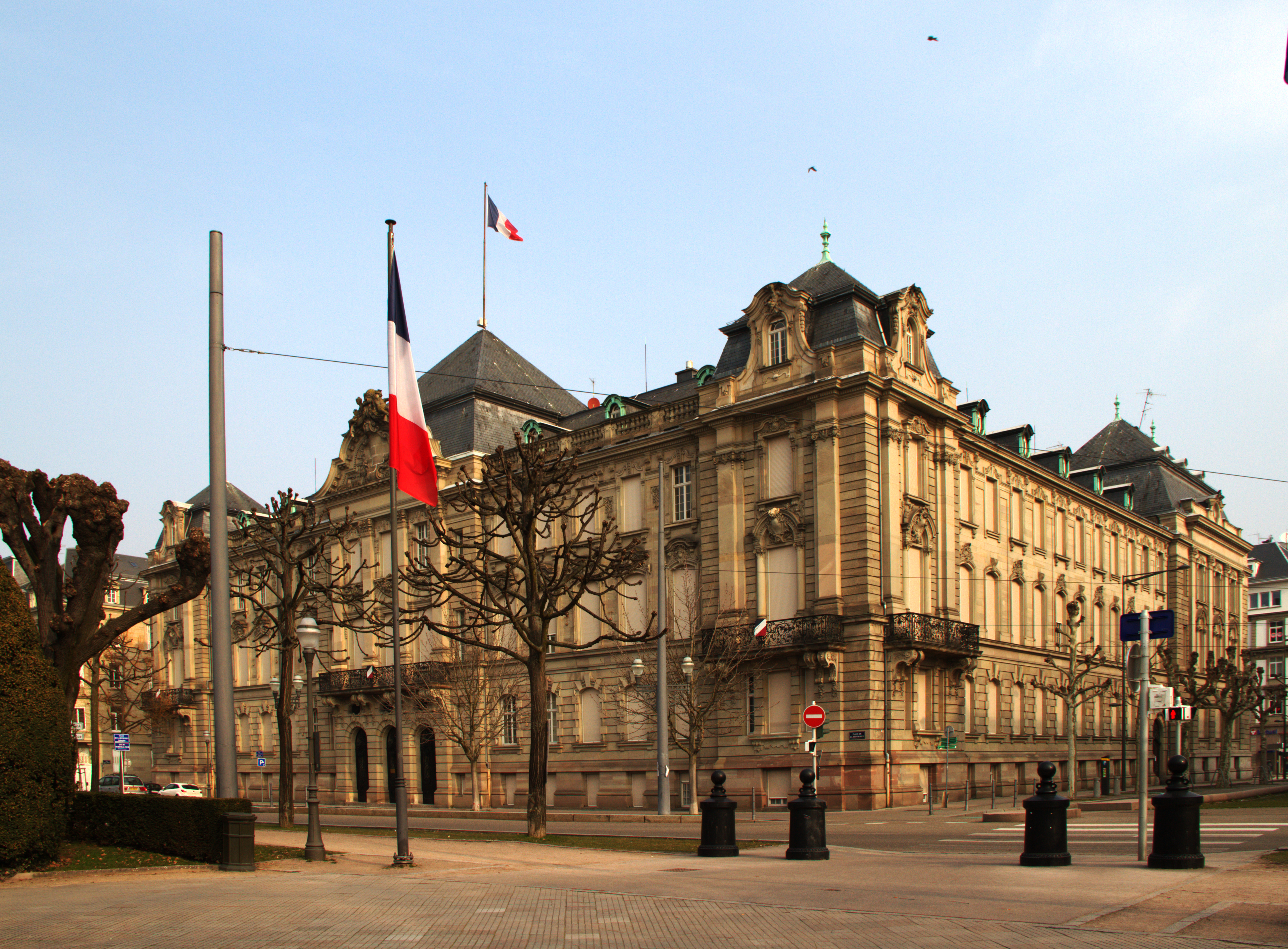
Verwaltungsgebäude in Straßburg, heute Direction régionale des Impôts

### Sakralbauten
Synagogen
- 1883–1886: Synagoge Kaiserslautern (im August 1938 zerstört)[11][12]
- 1892: Alte Synagoge in Pforzheim (1938 zerstört)
- 1893/94 Alte Synagoge in Luxemburg (1943 zerstört)
- 1894–1896: Synagoge in La Chaux-de-Fonds (erhalten)
- 1895–1898: Alte Synagoge in Straßburg (1940 zerstört)
- 1897: Alte Synagoge in Barmen (1938 zerstört)
- 1899: Synagoge Baden-Baden (1938 zerstört)
- 1900/01: Synagoge (Winnweiler) (1938 zerstört)
- 1902 Synagoge in Rostock (1938 zerstört)
- 1905: Neue Synagoge in Bingen (1938 zerstört)
- 1905: Synagoge in Rastatt (1938 zerstört)
- 1912–1913: Alte Synagoge in Thionville[13] (1940 zerstört)

Synagoge Kaiserslautern, Zeichnung, um 1890
Alte Synagoge Pforzheim um 1895
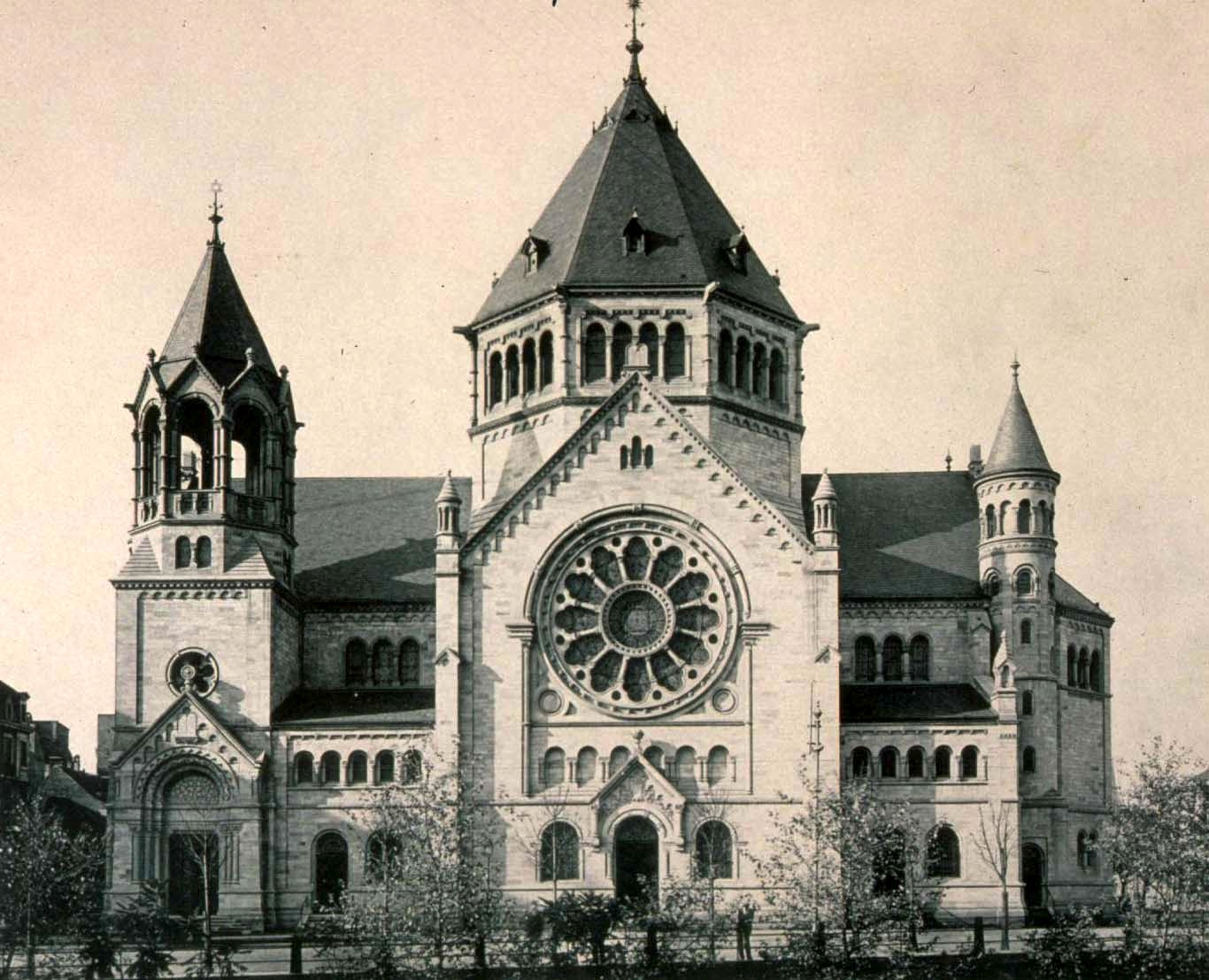
Alte Synagoge Straßburg (Seitenansicht) um 1898
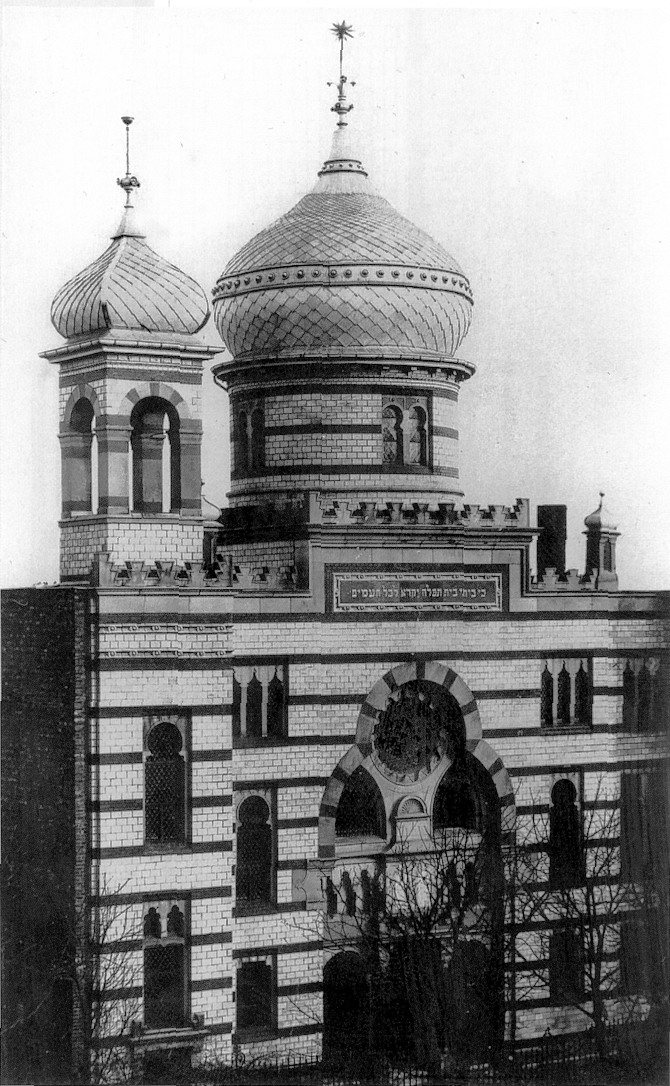
Alte Synagoge Barmen um 1900
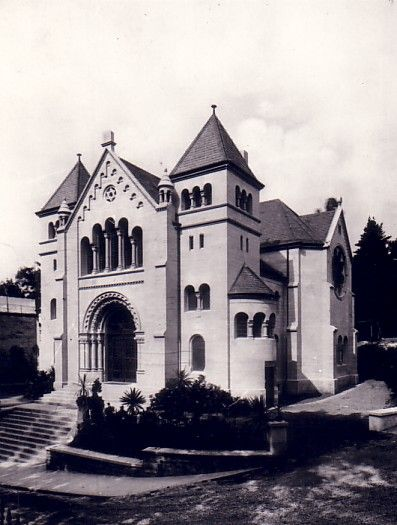
Synagoge Baden-Baden um 1920
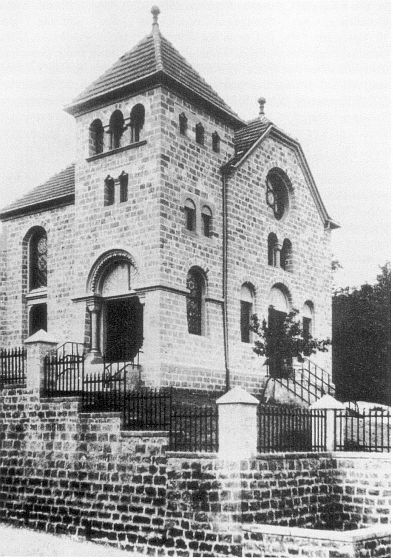
Synagoge Winnweiler um 1900
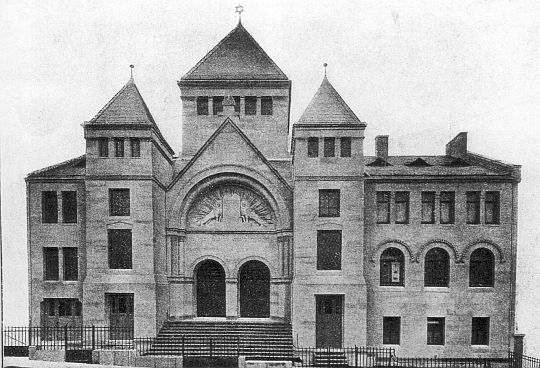
Neue Synagoge Bingen um 1925
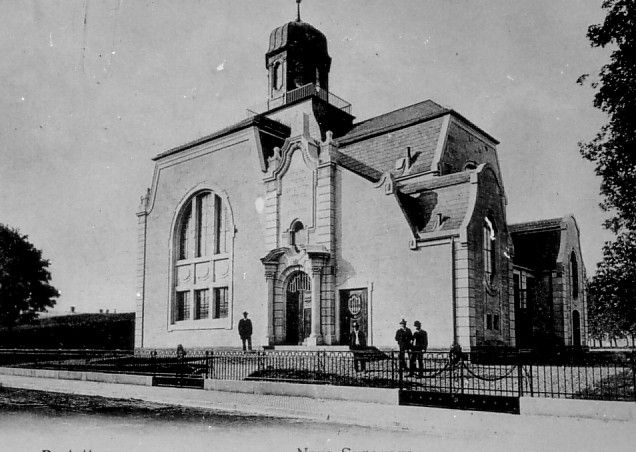
Synagoge Rastatt um 1910
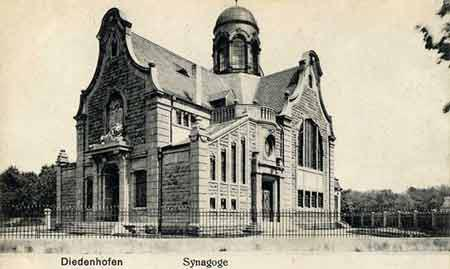
Alte Synagoge Thionville um 1920

Kirchen
- 1884–1885: protestantische Kirche in Olsbrücken
- 1884–1885: protestantische Kirche in Weilerbach
- 1888–1889: protestantische Kirche in Bexbach
- die protestantische Kirche von Mittelbach
- 1905–1907: protestantische Kirche in Siegelbach

sowie
- um 1885: katholisches Vereinshaus in Kaiserslautern
- 1904: Reformierte Kirche Queuleu (Metz)

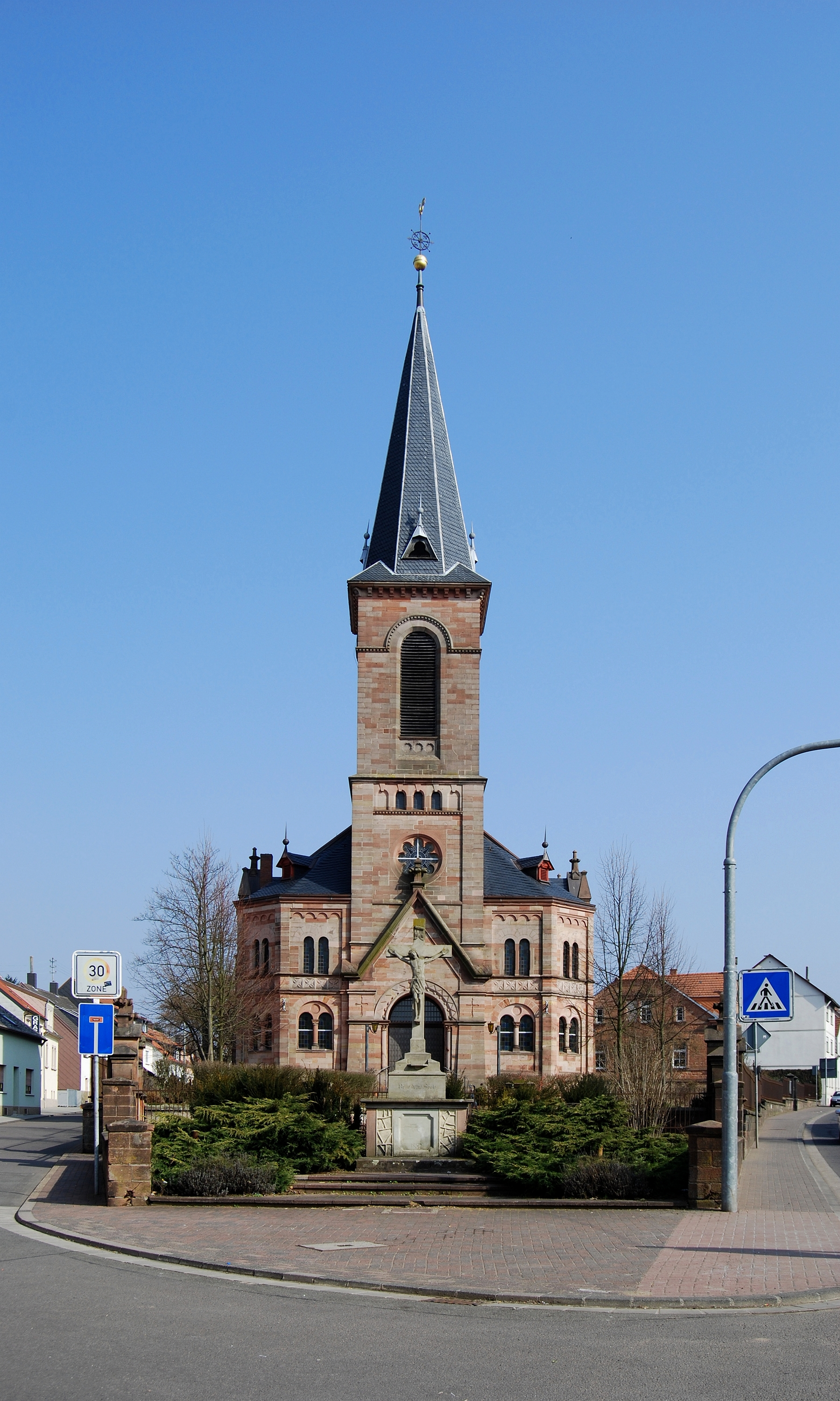
Protestantische Kirche Bexbach
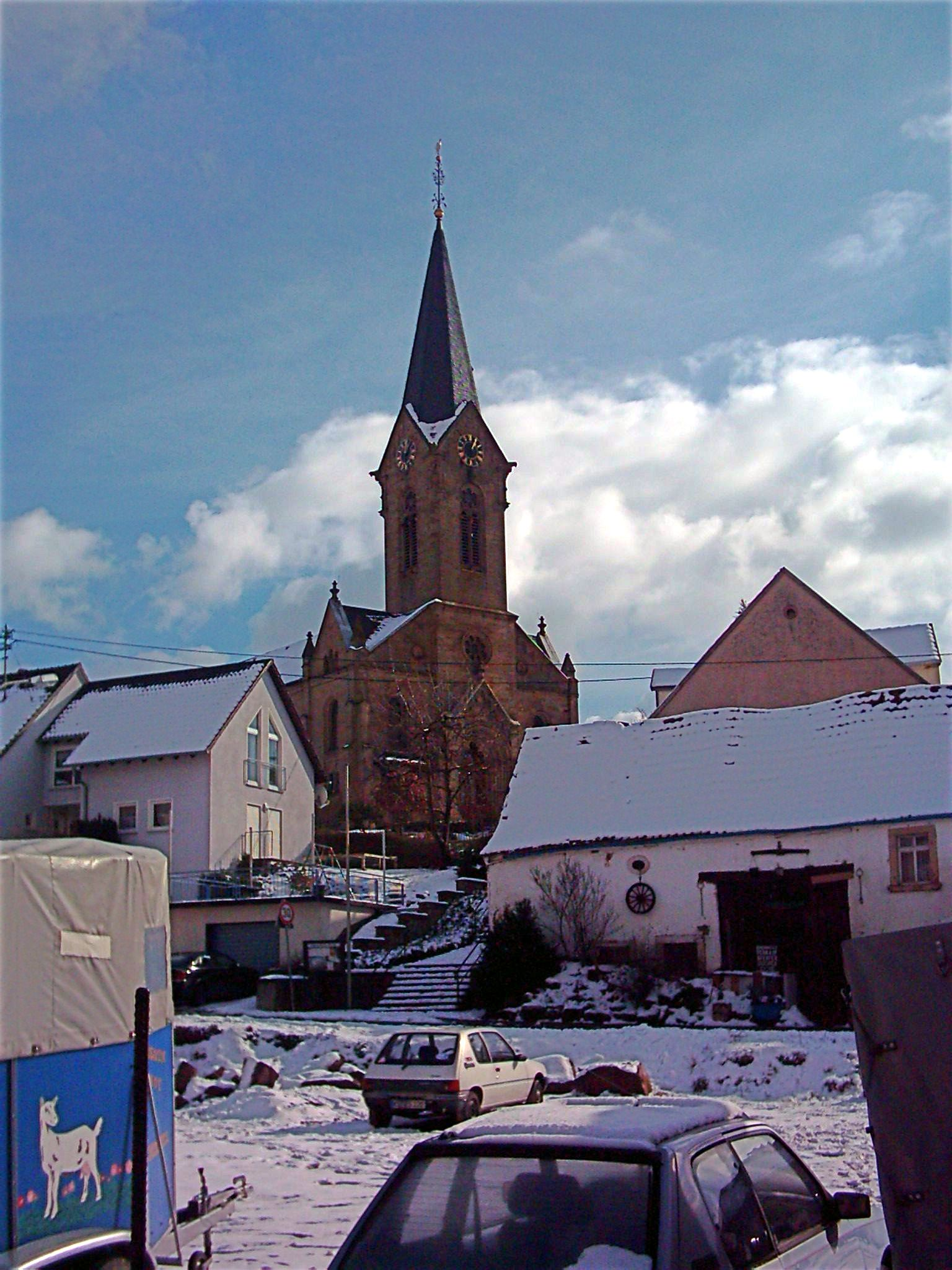
Protestantische Kirche Olsbrücken
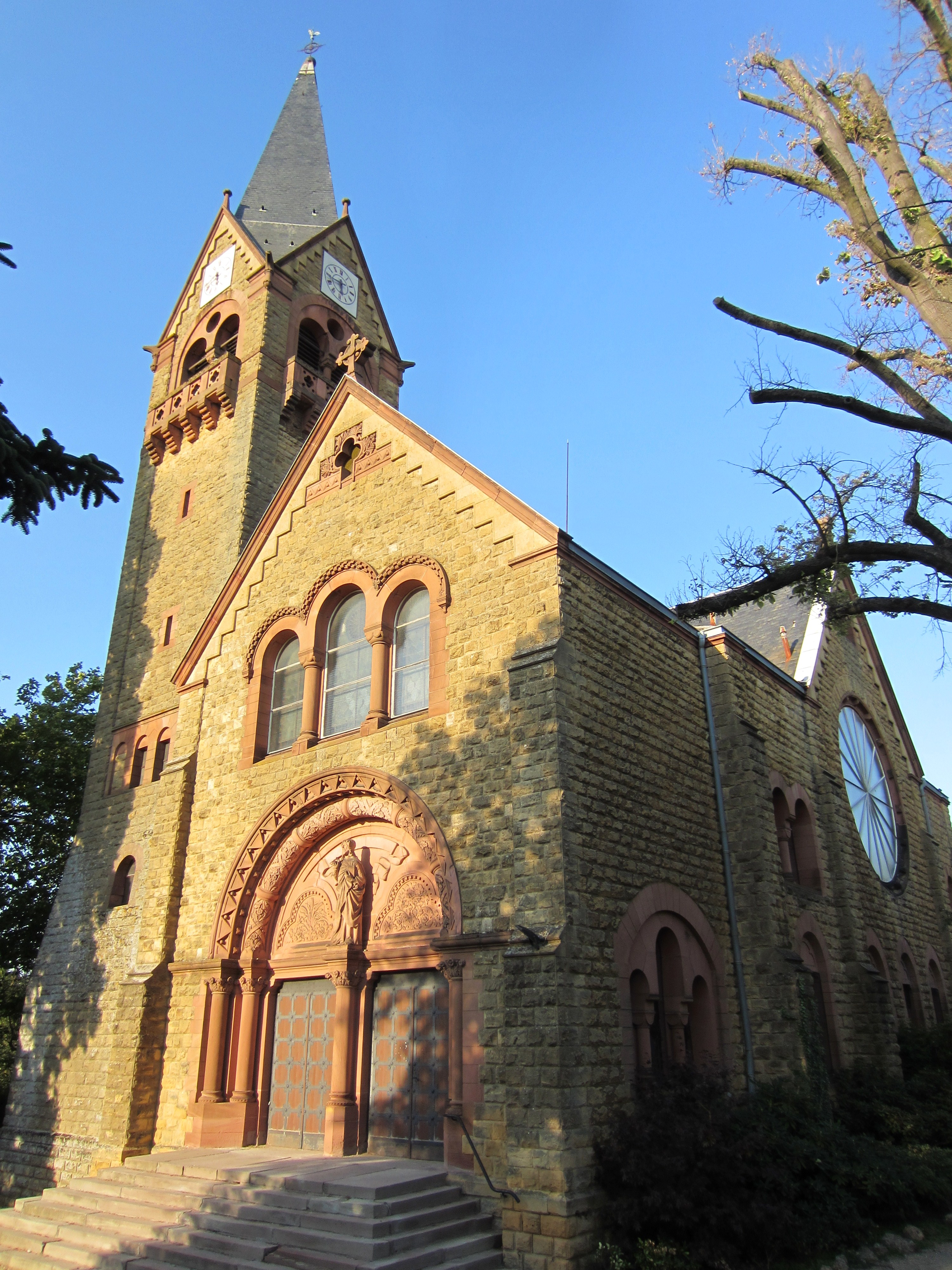
Reformierte Kirche Plantières Queuleu

### Bauaufgaben im privaten Bereich

#### Im Geburtsort Landau
- ab 1884 neun Privathäuser an der Straße An 44, unter anderem: Villa Ufer, das Drillingshaus Nr. 23–27 für den Schwiegervater Michael Levinger, die Villa des Postexpeditors Carl Heilmann (abgerissen)
- Häuser in der Badstraße 1 und 4
- 1887 das Haus Schlossstraße 8 für die Weinhandlung Leon Levy Söhne
- 1891–1892 Villa Mahla, Marienring 8, für den Rechtsanwalt Norbert Mahla
- 1893: Villa Streccius, Südring 20, für den Notar Heinrich Streccius, heute Sitz des Kunstvereins Landau
- 1899 Wohnhaus Ludowicistraße 11 für seinen Bruder Heinrich Levy

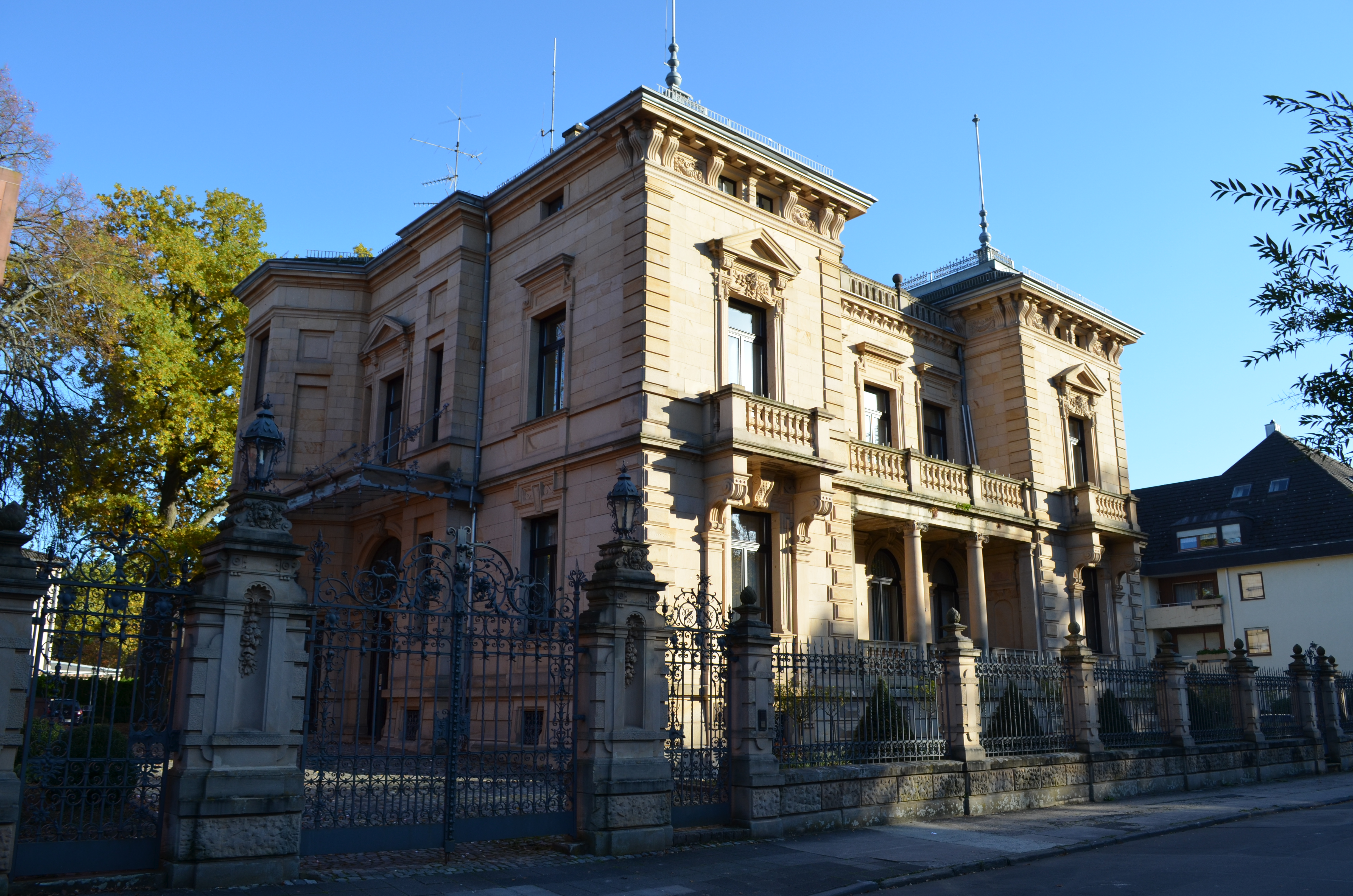
Villa Ufer
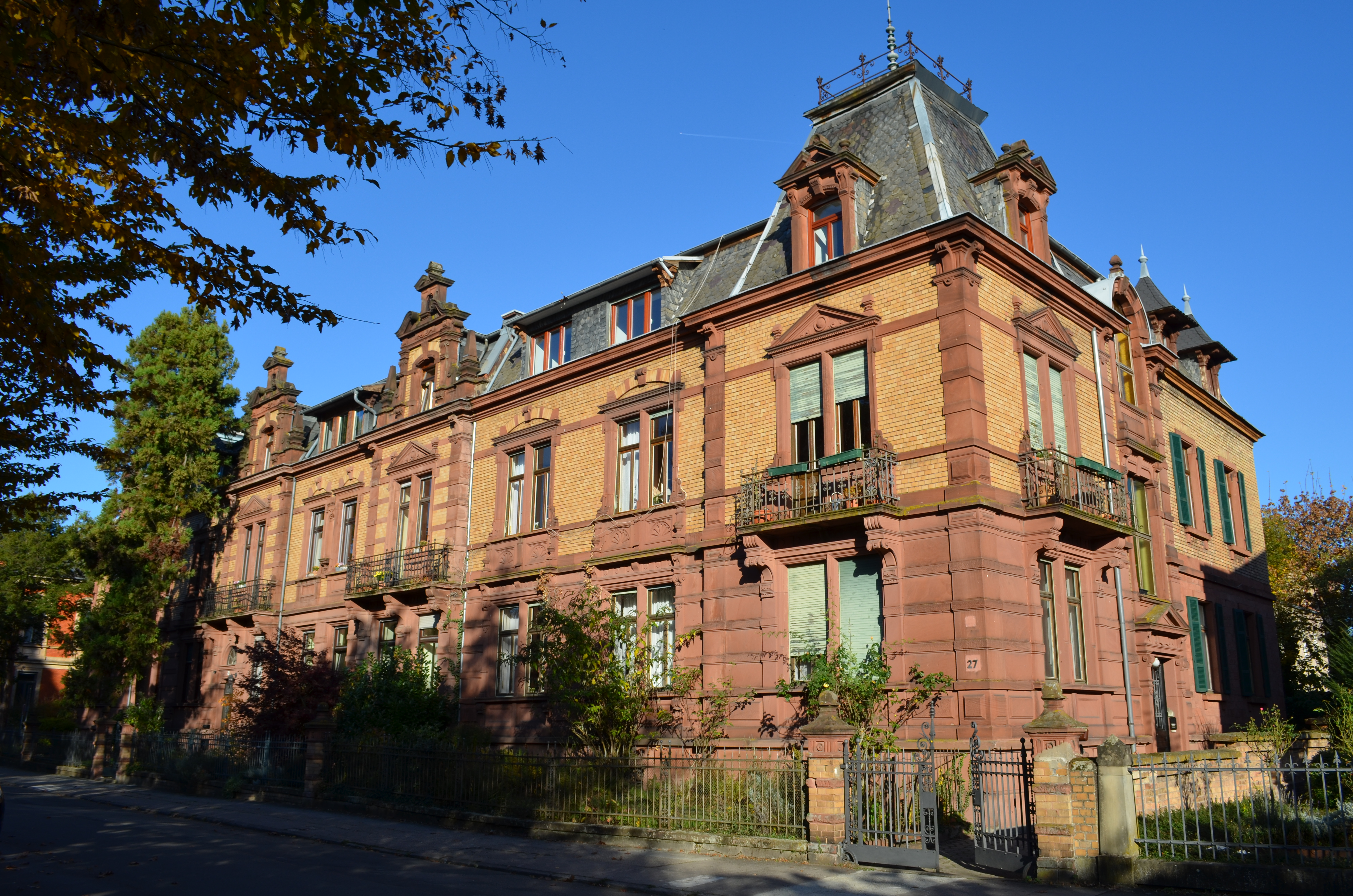
An 44, Nr. 23–27 (Drillingshaus)
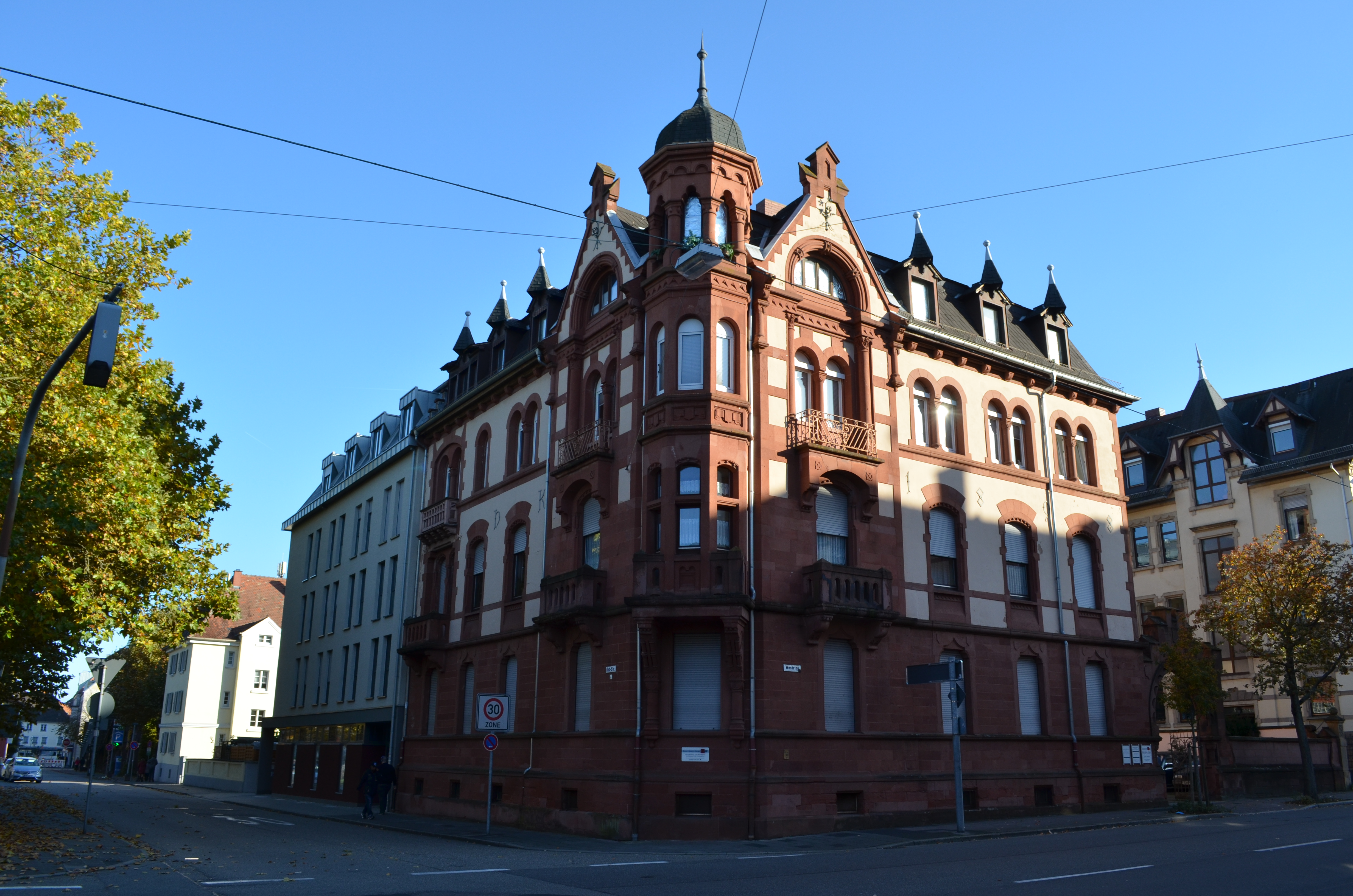
Badstraße 4
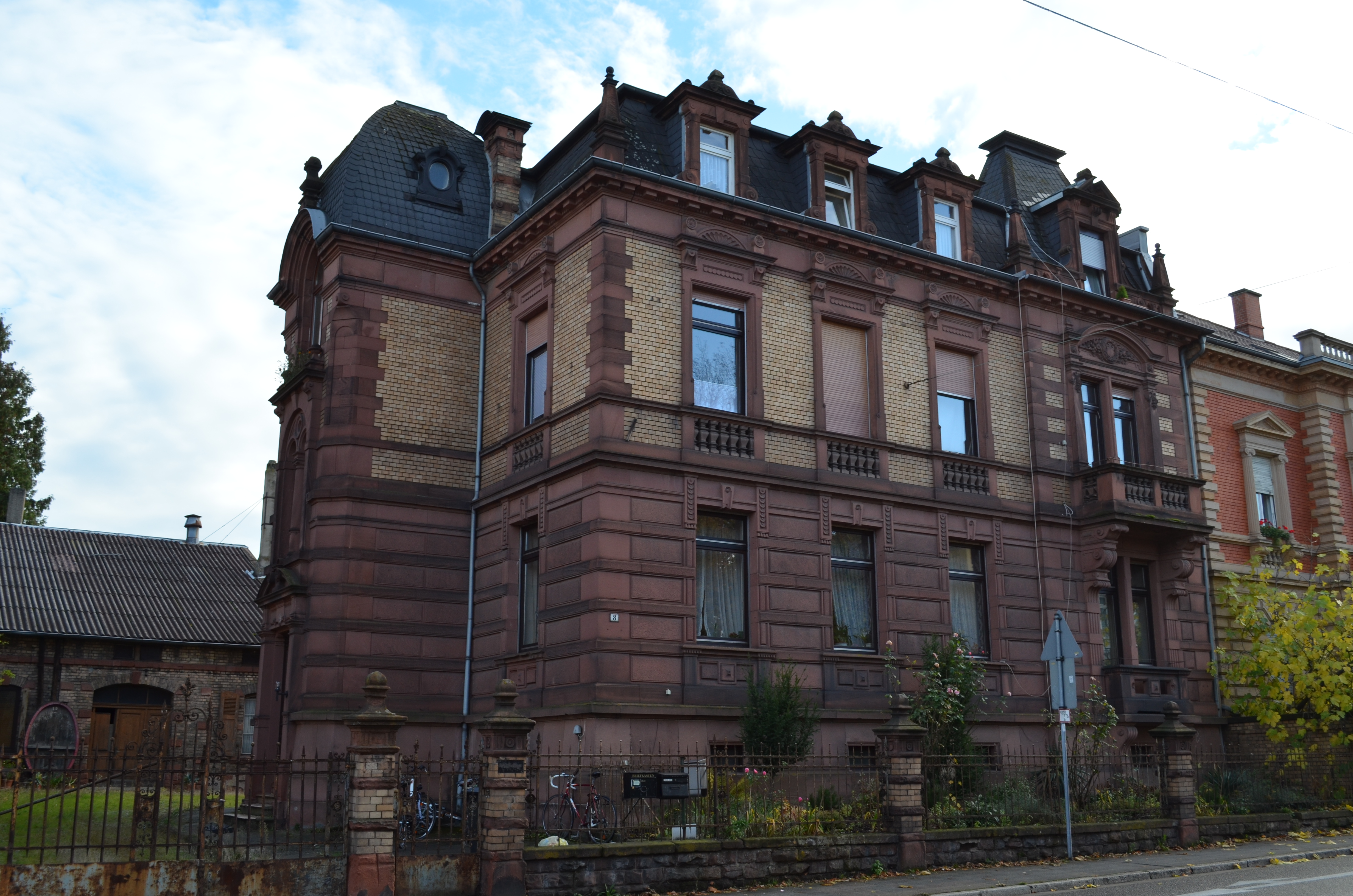
Schlossstraße 8
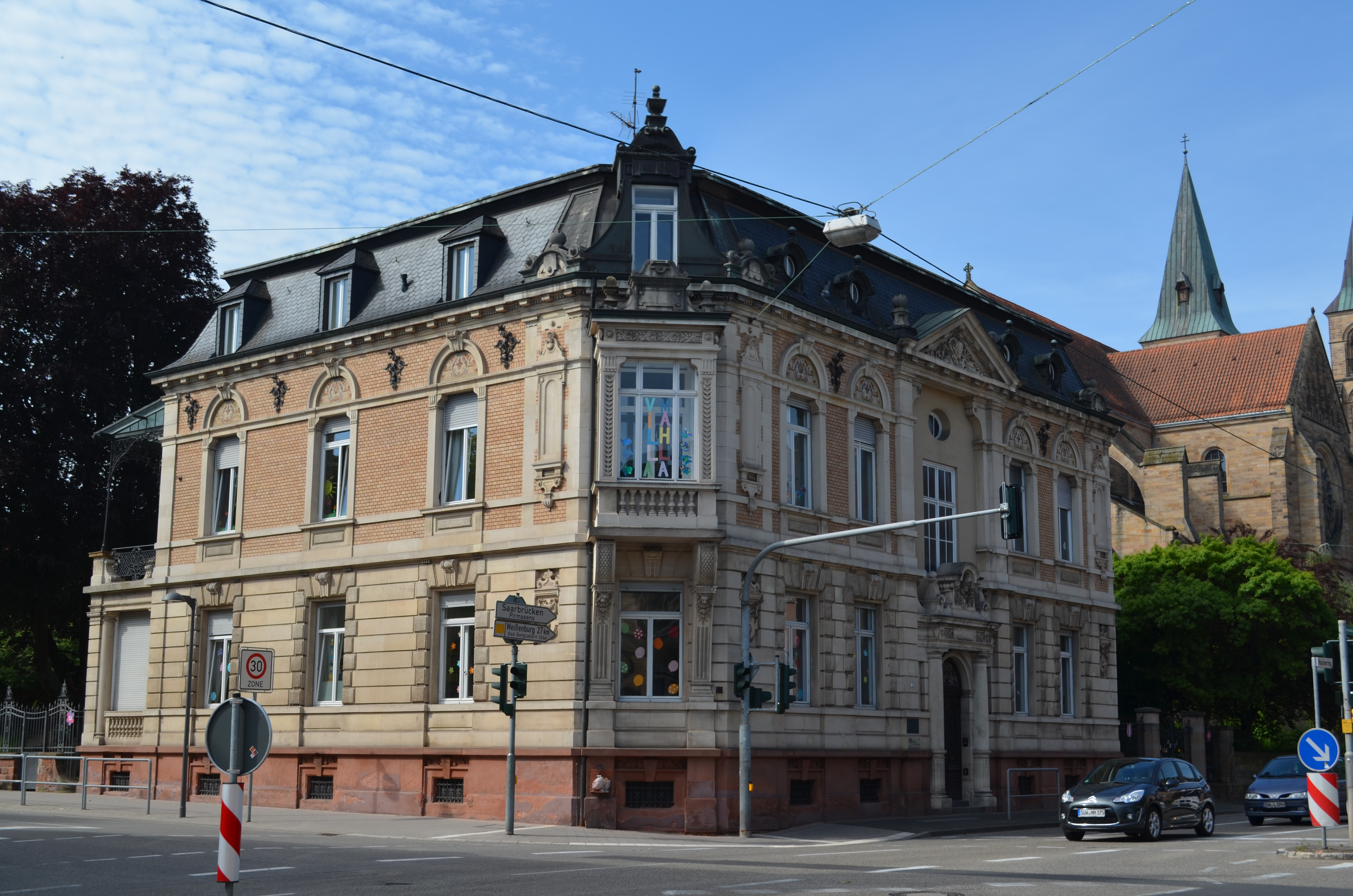
Villa Mahla
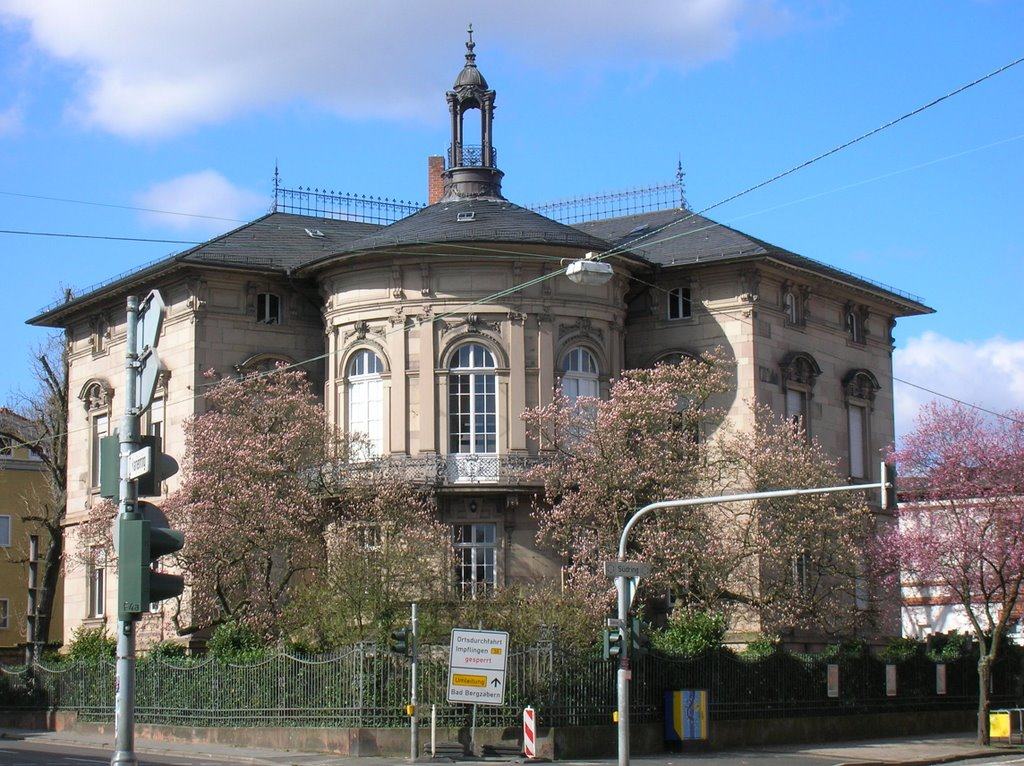
Villa Streccius
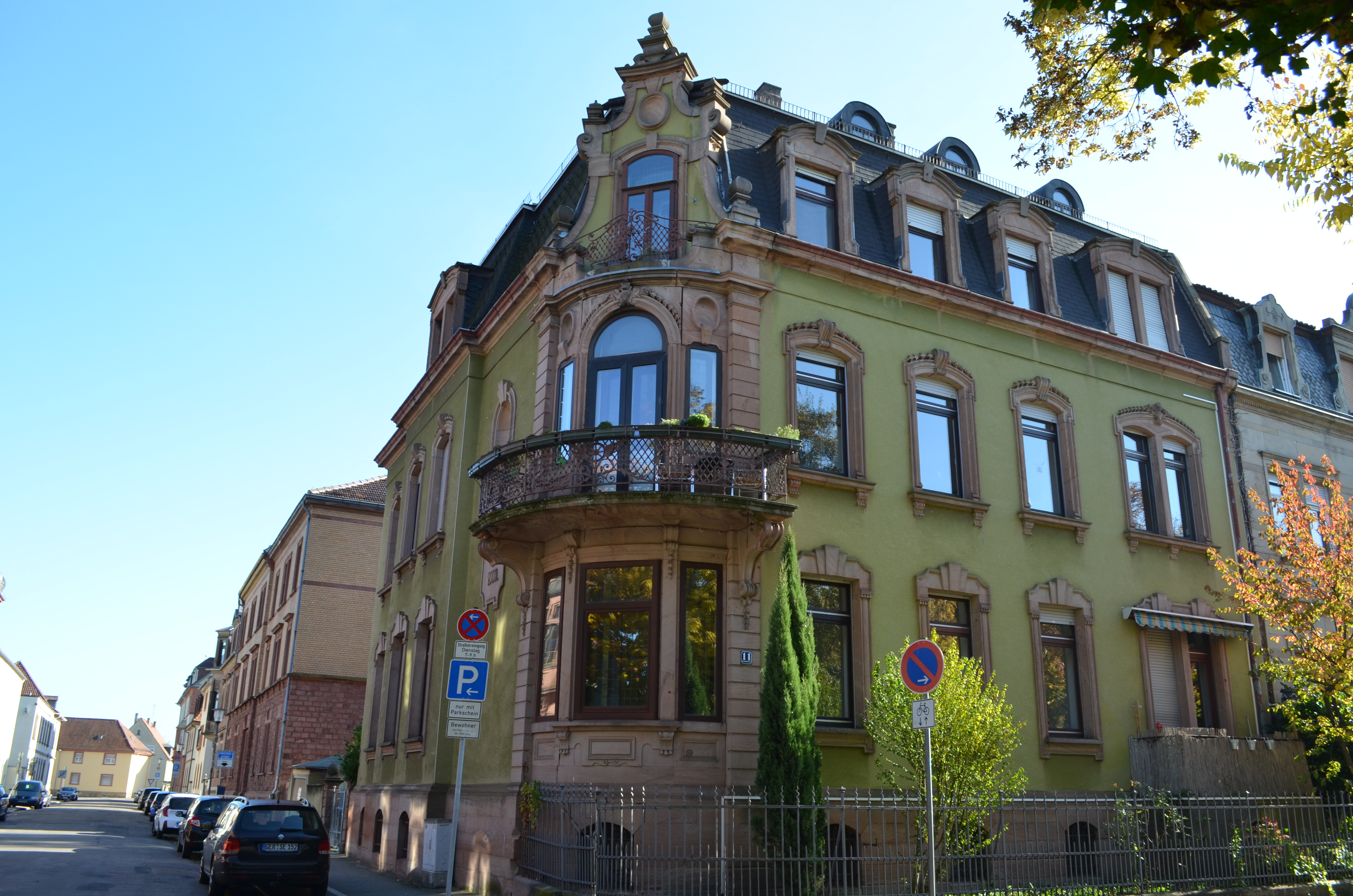
Ludowicistraße 11

#### In seinem Wirkungsort Kaiserslautern und in der Pfalz
- um 1885: Villa Ritter in Kaiserslautern
- 1886: Villa Böhm in Neustadt an der Haardt (heute Neustadt an der Weinstraße)
- 1889: Levy-Tor in Kirchheimbolanden:
Das sogenannte Levy-Tor ist ein schmiedeeisernes Tor, das sich an der Nordwestecke des Schlossgartens befindet. Das zweiflügelige neobarocke Tor ließ der damalige Besitzer des Schlosses, Friedrich Brunck, nach einem Entwurf Levys in der Frankfurter Werkstatt des Kunstschmieds Franz Brechenmacher herstellen. Es ist aufwändig gestaltet mit Blumen und Früchten sowie Ranken und von zwei Sandsteinpfeilern mit bekrönenden Vasen getragen. 2009 wurde das Tor restauriert und mit einem Schutzanstrich versehen.
- 1890: Villa Lieberich-Merkel in Neustadt an der Haardt
- 1890: Burckshof in Gimmeldingen[14]

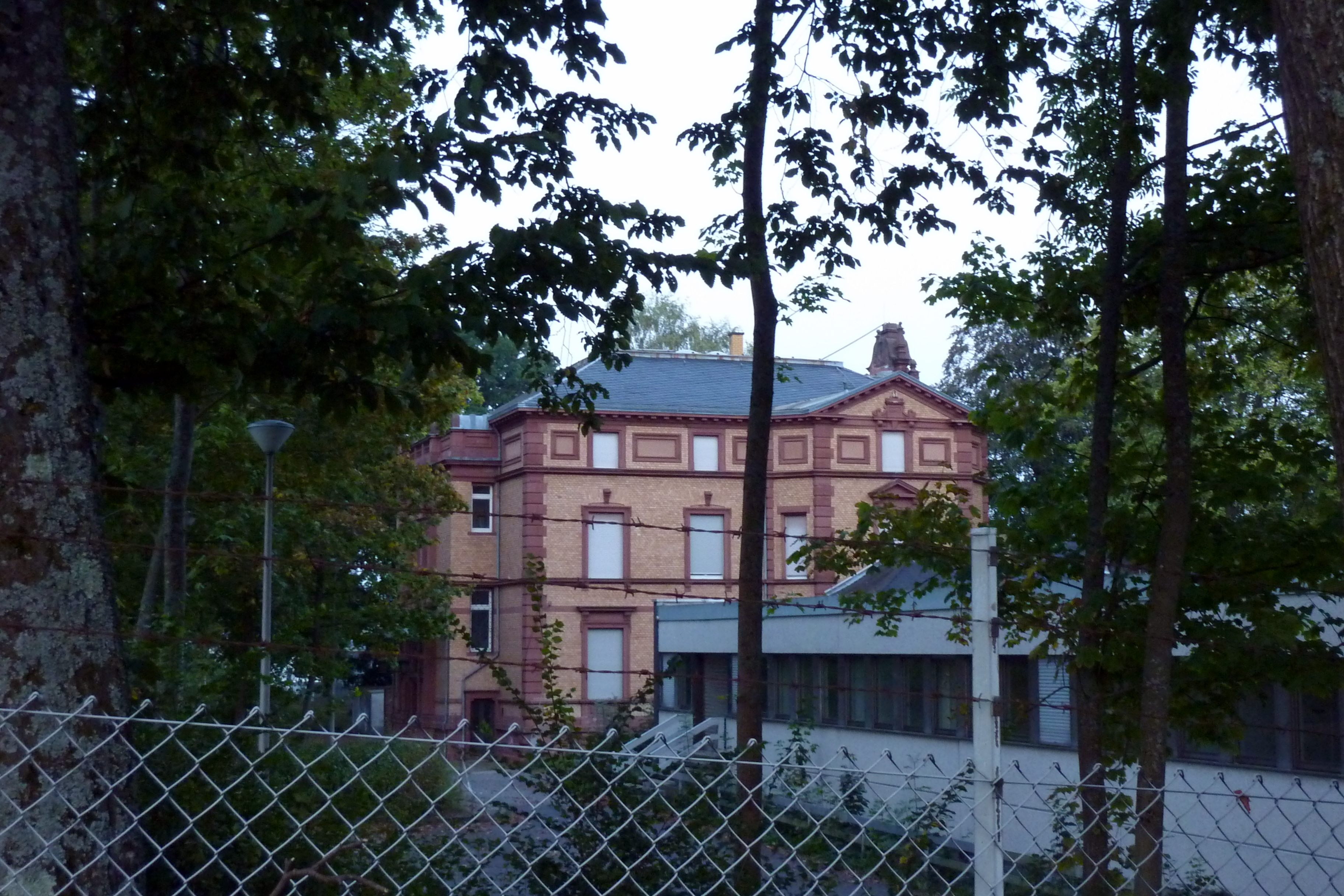
Kaiserslautern, Villa Ritter
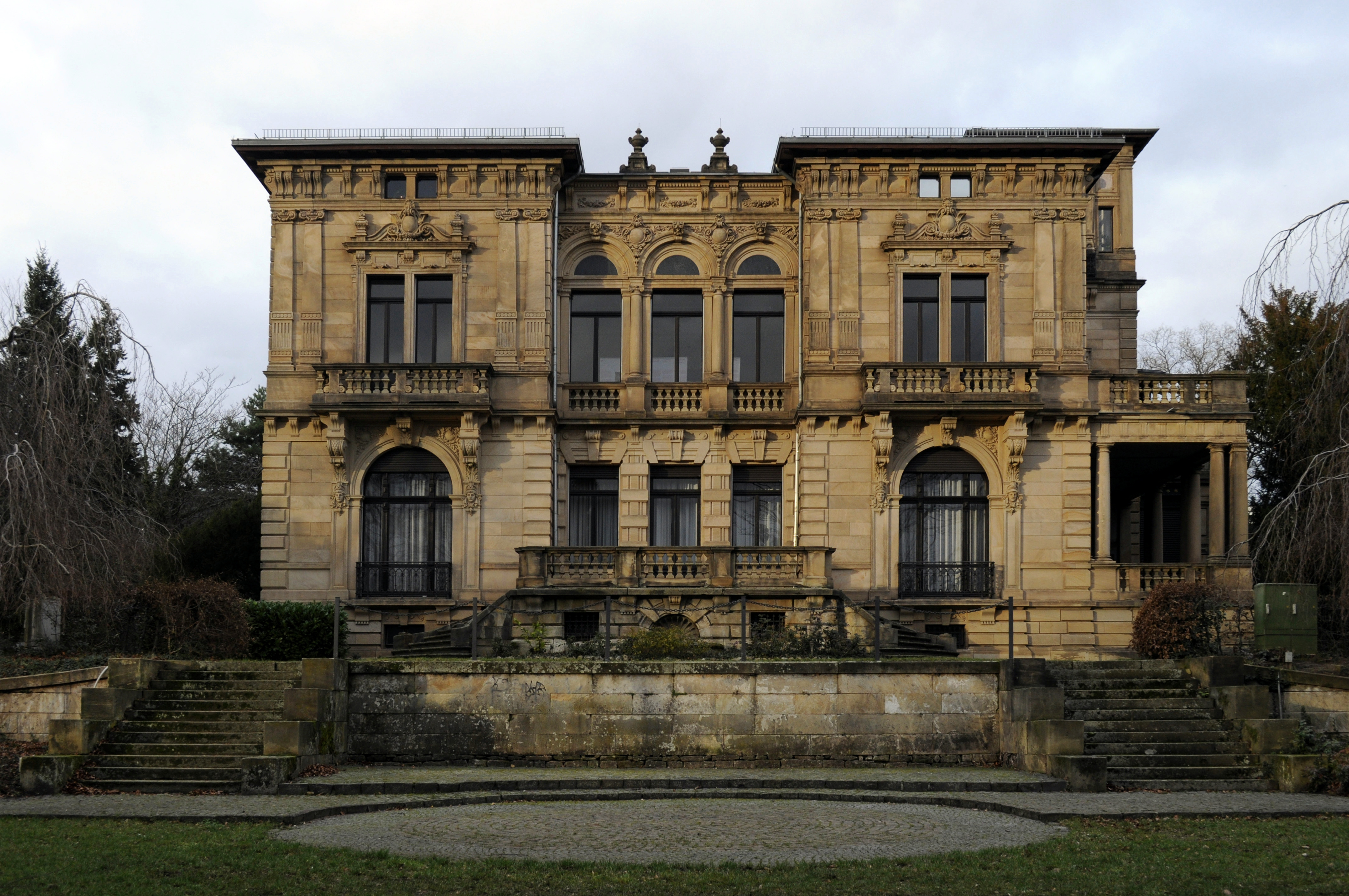
Neustadt a. d. Wstr., Villa Böhm
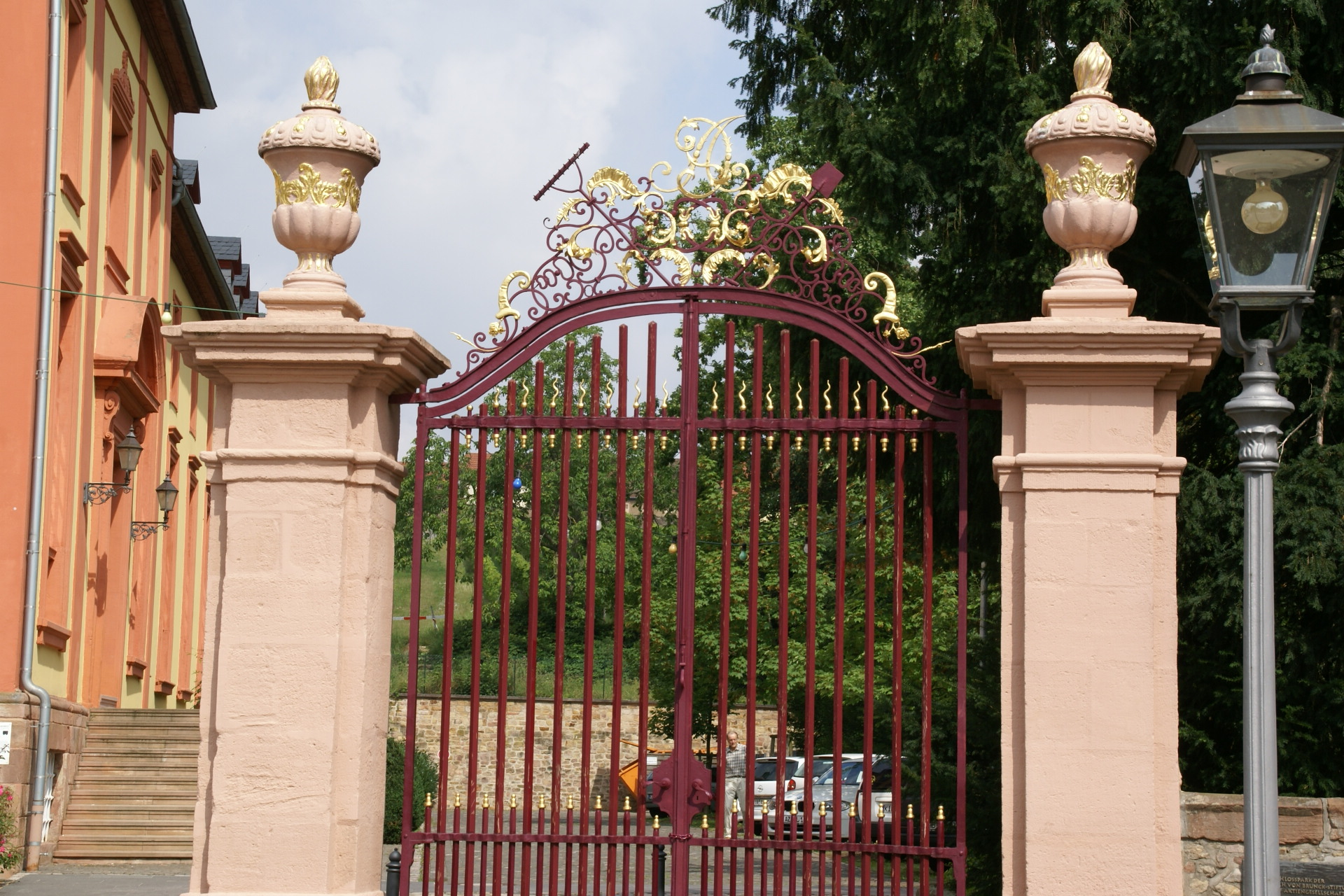
Levy-Tor am Schloss Kirchheimbolanden
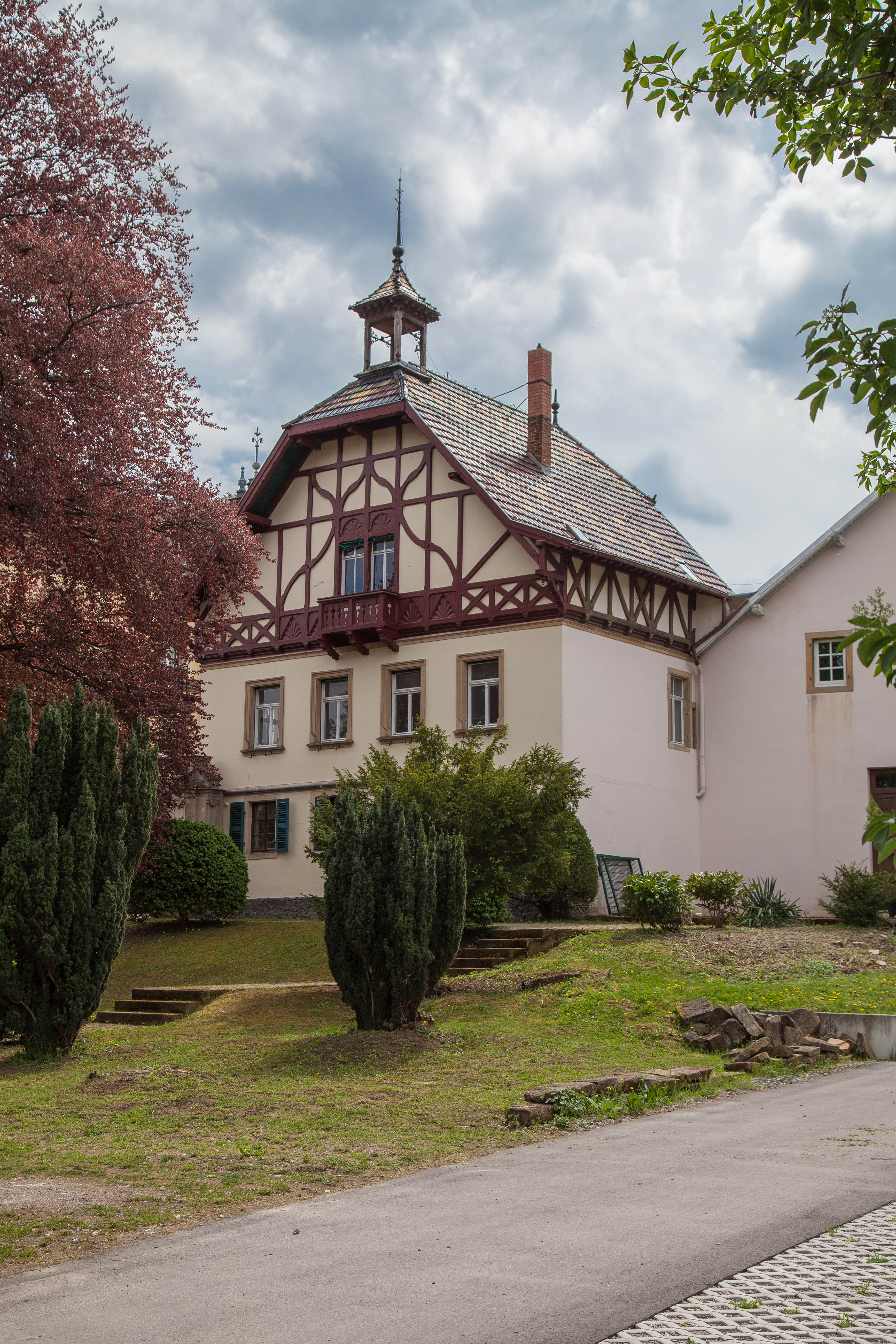
Gebäude des Burckshofes in Gimmeldingen

#### In seinem späteren Wohnort Karlsruhe
- das eigene Haus in Karlsruhe Reinhold-Frank-Str. 69 (früher: Westendstraße) und Nr. 67 für die Schwiegereltern Michael und Justine Levinger.[15] Dieses Haus steht noch, das eigene fiel dem Luftangriff zum Opfer.